# MFZB
Albums de Zebrahead
Stupid Fat Americans
(2001) Waste of MFZB
(2004)
Singles
1. Rescue Me
Sortie : 2003
2. Into You
Sortie : 2004
3. Falling Appart
Sortie : 2004
4. Hello Tomorrow
Sortie : 2004

MFZB ("Mother-Fucking Zebrahead, Bitch") est le quatrième album du groupe de punk-rock américain Zebrahead. C'est aussi le nom du fan-club du groupe. L'album a été disponible en plusieurs couleurs dont bleu (officiel), jaune, vert et rouge.

## Liste des chansons
1. Rescue Me - 3:19
2. Over The Edge - 2:46
3. Strength - 3:26
4. Hello Tomorrow - 4:04
5. The Set-Up - 3:15
6. Blur - 3:39
7. House Is Not My Home - 3:21
8. Into You - 3:11
9. Alone - 2:19
10. Expectations - 3:43
11. Falling Apart - 3:10
12. Let It Ride - 3:09
13. Type A - 2:12
14. Runaway - 3:22
15. Dear You (Far Away) - 7:25
16. The Fear - 2:47

### Chansons bonus de la version japonaise
1. Surrender  (reprise de Cheap Trick) - 3:08
2. Good Things - 3:03
3. Dissatisfied - 3:05

## Membres du groupe
- Justin Mauriello – Guitare rythmique, Chant
- Ali Tabatabaee – Chant
- Greg Bergdorf – Guitare solo
- Ben Osmundson – Guitare basse
- Ed Udhus –  Batterie

## Remarques
- Alone et Falling Apart apparaissent dans le jeu WWE Day of Reckoning, sur Gamecube, ainsi que le jeu WWE Smackdown! vs. RAW, sur Playstation 2.
- Falling Apart apparait également dans le jeu Steel Lancer Arena International, sur Playstation 2, avec les chansons Rescue Me et Are You For Real?.